# Campeonato Mundial de Fórmula 1 de 1976
A Temporada de Fórmula 1 de 1976 foi a 27ª realizada pela FIA.
Seu período de duração foi entre 25 de janeiro à 24 de outubro de 1976, com dezesseis corridas. Marcou a estréia da fornecedora de pneus Bridgestone na categoria.
Teve como campeão o britânico James Hunt da McLaren, sendo vice-campeão o austríaco Niki Lauda da Ferrari, que sofreu um grave acidente que quase lhe custou a sua vida no GP da Alemanha. O filme de 2013 Rush relata o duelo entre os dois pilotos que disputavam o título neste campeonato.

## Pilotos e Construtores[1]
| Campeão               | Vice-campeão               | 3º Lugar         |
|                       |                            |                  |
| James Hunt            | Niki Lauda                 | Jody Scheckter   |
| Marlboro Team McLaren | Scuderia Ferrari SpA SEFAC | Elf Team Tyrrell |

| Equipe                                 | Construtor | Chassis | Motor                     | Pneus | No               | Piloto                   | Rodadas          |                          |   |    |                 |     |
| -------------------------------------- | ---------- | ------- | ------------------------- | ----- | ---------------- | ------------------------ | ---------------- | ------------------------ | - | -- | --------------- | --- |
| Scuderia Ferrari SpA SEFAC             | Ferrari    | 312T    | Ferrari 015 3.0 F12       | G     | 1                | Niki Lauda               | 1-3              |                          |   |    |                 |     |
| Scuderia Ferrari SpA SEFAC             | Ferrari    | 312T    | Ferrari 015 3.0 F12       | G     | 2                | Clay Regazzoni           | 1-3              |                          |   |    |                 |     |
| Scuderia Ferrari SpA SEFAC             | Ferrari    | 312T2   | Ferrari 015 3.0 F12       | G     | 1                | Niki Lauda               | 4-16             |                          |   |    |                 |     |
| Scuderia Ferrari SpA SEFAC             | Ferrari    | 312T2   | Ferrari 015 3.0 F12       | G     | 2                | Clay Regazzoni           | 4-16             |                          |   |    |                 |     |
| Scuderia Ferrari SpA SEFAC             | Ferrari    | 312T2   | Ferrari 015 3.0 F12       | G     | 35               | Carlos Reutemann         | 14               |                          |   |    |                 |     |
| Elf Team Tyrrell                       | Tyrrell    | 007     | Ford Cosworth DFV 3.0 V8  | G     | 3                | Jody Scheckter           | 1-4              |                          |   |    |                 |     |
| Elf Team Tyrrell                       | Tyrrell    | 007     | Ford Cosworth DFV 3.0 V8  | G     | 4                | Patrick Depailler        | 1-3              |                          |   |    |                 |     |
| Elf Team Tyrrell                       | Tyrrell    | P34     | Ford Cosworth DFV 3.0 V8  | G     | 3                | Jody Scheckter           | 5-16             |                          |   |    |                 |     |
| Elf Team Tyrrell                       | Tyrrell    | P34     | Ford Cosworth DFV 3.0 V8  | G     | 4                | Patrick Depailler        | 4-16             |                          |   |    |                 |     |
| John Player Team Lotus                 | Lotus      | 77      | Ford Cosworth DFV 3.0 V8  | G     | 5                | Ronnie Peterson          | 1                |                          |   |    |                 |     |
| John Player Team Lotus                 | Lotus      | 77      | Ford Cosworth DFV 3.0 V8  | G     | 5                | Bob Evans                | 2-3              |                          |   |    |                 |     |
| John Player Team Lotus                 | Lotus      | 77      | Ford Cosworth DFV 3.0 V8  | G     | 5                | Mario Andretti           | 4-5, 7-16        |                          |   |    |                 |     |
| John Player Team Lotus                 | Lotus      | 77      | Ford Cosworth DFV 3.0 V8  | G     | 6                | Mario Andretti           | 1                |                          |   |    |                 |     |
| John Player Team Lotus                 | Lotus      | 77      | Ford Cosworth DFV 3.0 V8  | G     | 6                | Gunnar Nilsson           | 2-16             |                          |   |    |                 |     |
| Martini Racing                         | Brabham    | BT45    | Alfa Romeo 115-12 3.0 F12 | G     | 7                | Carlos Reutemann         | 1-12             |                          |   |    |                 |     |
| Martini Racing                         | Brabham    | BT45    | Alfa Romeo 115-12 3.0 F12 | G     | 7                | Larry Perkins            | 13               |                          |   |    |                 |     |
| Martini Racing                         | Brabham    | BT45    | Alfa Romeo 115-12 3.0 F12 | G     | 7                | Rolf Stommelen           | 14-16            |                          |   |    |                 |     |
| Martini Racing                         | Brabham    | BT45    | Alfa Romeo 115-12 3.0 F12 | G     | 8                | José Carlos Pace         | Todas            |                          |   |    |                 |     |
| Martini Racing                         | Brabham    | BT45    | Alfa Romeo 115-12 3.0 F12 | G     | 77               | Rolf Stommelen           | 10               |                          |   |    |                 |     |
| Beta Team March                        | March      | 761     | Ford Cosworth DFV 3.0 V8  | G     | 9                | Vittorio Brambilla       | Todas            |                          |   |    |                 |     |
| Lavazza March                          | March      | 761     | Ford Cosworth DFV 3.0 V8  | G     | 10               | Lella Lombardi           | 1                |                          |   |    |                 |     |
| March Engineering                      | March      | 761     | Ford Cosworth DFV 3.0 V8  | G     | 10               | Ronnie Peterson          | 2-16             |                          |   |    |                 |     |
| March Engineering                      | March      | 761     | Ford Cosworth DFV 3.0 V8  | G     | 34               | Hans Stuck               | Todas            |                          |   |    |                 |     |
| Marlboro Team McLaren                  | McLaren    | M23     | Ford Cosworth DFV 3.0 V8  | G     | 11               | James Hunt               | Todas            |                          |   |    |                 |     |
| Marlboro Team McLaren                  | McLaren    | M23     | Ford Cosworth DFV 3.0 V8  | G     | 12               | Jochen Mass              | 1-11, 13-16      |                          |   |    |                 |     |
| Marlboro Team McLaren                  | McLaren    | M26     | Ford Cosworth DFV 3.0 V8  | G     | 12               | Jochen Mass              | 12               |                          |   |    |                 |     |
| Shellsport/Whiting                     | Surtees    | TS16    | Ford Cosworth DFV 3.0 V8  | G     | 13               | Divina Galica            | 9                |                          |   |    |                 |     |
| Stanley BRM                            | BRM        | P201B   | BRM P200 3.0 V12          | G     | 14               | Ian Ashley               | 1                |                          |   |    |                 |     |
| Lexington Racing                       | Tyrrell    | 007     | Ford Cosworth DFV 3.0 V8  | G     | 15               | Ian Scheckter            | 2                |                          |   |    |                 |     |
| Shadow Racing Team                     | Shadow     | DN5B    | Ford Cosworth DFV 3.0 V8  | G     | 16               | Tom Pryce                | 1-9              |                          |   |    |                 |     |
| Shadow Racing Team                     | Shadow     | DN5B    | Ford Cosworth DFV 3.0 V8  | G     | 17               | Jean-Pierre Jarier       | 1-9, 12-16       |                          |   |    |                 |     |
| Shadow Racing with Tabatip             | Shadow     | DN5B    | Ford Cosworth DFV 3.0 V8  | G     | 16               | Tom Pryce                | 10-11            |                          |   |    |                 |     |
| Shadow Racing with Tabatip             | Shadow     | DN5B    | Ford Cosworth DFV 3.0 V8  | G     | 17               | Jean-Pierre Jarier       | 10-11            |                          |   |    |                 |     |
| Shadow Racing Team                     | Shadow     | DN8     | Ford Cosworth DFV 3.0 V8  | G     | 16               | Tom Pryce                | 12-16            |                          |   |    |                 |     |
| Team Surtees                           | Surtees    | TS19    | Ford Cosworth DFV 3.0 V8  | G     | 18               | Brett Lunger             | 2-5. 7-11, 13-15 |                          |   |    |                 |     |
| Team Surtees                           | Surtees    | TS19    | Ford Cosworth DFV 3.0 V8  | G     | 18               | Conny Andersson          | 12               |                          |   |    |                 |     |
| Team Surtees                           | Surtees    | TS19    | Ford Cosworth DFV 3.0 V8  | G     | 18               | Noritake Takahara        | 16               |                          |   |    |                 |     |
| Team Surtees                           | Surtees    | TS19    | Ford Cosworth DFV 3.0 V8  | G     | 19               | Alan Jones               | 3-16             |                          |   |    |                 |     |
| Frank Williams Racing Cars             | Williams   | FW04    | Ford Cosworth DFV 3.0 V8  | G     | 21               | Renzo Zorzi              | 1                |                          |   |    |                 |     |
| Mapfre-Williams                        | Williams   | FW04    | Ford Cosworth DFV 3.0 V8  | G     | 25               | Emilio Zapico            | 4                |                          |   |    |                 |     |
| Frank Williams Racing Cars             | Williams   | FW05    | Ford Cosworth DFV 3.0 V8  | G     | 20               | Jacky Ickx               | 1-3              |                          |   |    |                 |     |
| Frank Williams Racing Cars             | Williams   | FW05    | Ford Cosworth DFV 3.0 V8  | G     | 21               | Michel Leclère           | 2-3              |                          |   |    |                 |     |
| Walter Wolf Racing                     | Williams   | FW05    | Ford Cosworth DFV 3.0 V8  | G     | 20               | Jacky Ickx               | 4-6, 8-9         |                          |   |    |                 |     |
| Walter Wolf Racing                     | Williams   | FW05    | Ford Cosworth DFV 3.0 V8  | G     | 20               | Arturo Merzario          | 10-16            |                          |   |    |                 |     |
| Walter Wolf Racing                     | Williams   | FW05    | Ford Cosworth DFV 3.0 V8  | G     | 21               | Michel Leclère           | 4-8              |                          |   |    |                 |     |
| Walter Wolf Racing                     | Williams   | FW05    | Ford Cosworth DFV 3.0 V8  | G     | 21               | Chris Amon               | 14               |                          |   |    |                 |     |
| Walter Wolf Racing                     | Williams   | FW05    | Ford Cosworth DFV 3.0 V8  | G     | 21               | Warwick Brown            | 15               |                          |   |    |                 |     |
| Walter Wolf Racing                     | Williams   | FW05    | Ford Cosworth DFV 3.0 V8  | G     | 21               | Hans Binder              | 16               |                          |   |    |                 |     |
| Walter Wolf Racing                     | Williams   | FW05    | Ford Cosworth DFV 3.0 V8  | G     | 21               | Masami Kuwashima         | 16               |                          |   |    |                 |     |
| Team Ensign                            | Ensign     | N174    | Ford Cosworth DFV 3.0 V8  | G     | 22               | Chris Amon               | 2-3              |                          |   |    |                 |     |
| Team Ensign                            | Ensign     | N176    | Ford Cosworth DFV 3.0 V8  | G     | 22               | Chris Amon               | 4-7, 9-11        |                          |   |    |                 |     |
| Team Ensign                            | Ensign     | N176    | Ford Cosworth DFV 3.0 V8  | G     | 22               | Patrick Nève             | 8                |                          |   |    |                 |     |
| Team Ensign                            | Ensign     | N176    | Ford Cosworth DFV 3.0 V8  | G     | 22               | Hans Binder              | 11               |                          |   |    |                 |     |
| Team Ensign                            | Ensign     | N176    | Ford Cosworth DFV 3.0 V8  | G     | 22               | Jacky Ickx               | 12-16            |                          |   |    |                 |     |
| Hesketh Racing                         | Hesketh    | 308D    | Ford Cosworth DFV 3.0 V8  | G     | 24               | Harald Ertl              | 2-12, 15-16      |                          |   |    |                 |     |
| Hesketh Racing with Rizla Penthouse    | Hesketh    | 308D    | Ford Cosworth DFV 3.0 V8  | G     | 24               | Harald Ertl              | 13-14            |                          |   |    |                 |     |
| Penthouse Rizla Racing with Hesketh    | Hesketh    | 308D    | Ford Cosworth DFV 3.0 V8  | G     | 25               | Guy Edwards              | 5, 8-9, 13-14    |                          |   |    |                 |     |
| Penthouse Rizla Racing with Hesketh    | Hesketh    | 308D    | Ford Cosworth DFV 3.0 V8  | G     | 25               | Rolf Stommelen           | 12               |                          |   |    |                 |     |
| Penthouse Rizla Racing with Hesketh    | Hesketh    | 308D    | Ford Cosworth DFV 3.0 V8  | G     | 25               | Alex Dias Ribeiro        | 15               |                          |   |    |                 |     |
| Penthouse Rizla Racing                 | Hesketh    | 308D    | Ford Cosworth DFV 3.0 V8  | G     | 25               | Guy Edwards              | 10               |                          |   |    |                 |     |
| Ligier Gitanes                         | Ligier     | JS5     | Matra MS73 3.0 V12        | G     | 26               | Jacques Laffite          | Todas            |                          |   |    |                 |     |
| Parnelli Jones Racing                  | Parnelli   | VPJ4B   | Ford Cosworth DFV 3.0 V8  | G     | 27               | Mario Andretti           | 2-3              |                          |   |    |                 |     |
| Citibank Team Penske                   | Penske     | PC3     | Ford Cosworth DFV 3.0 V8  | G     | 28               | John Watson              | 1-6              |                          |   |    |                 |     |
| Citibank Team Penske                   | Penske     | PC4     | Ford Cosworth DFV 3.0 V8  | G     | 28               | John Watson              | 7-16             |                          |   |    |                 |     |
| F&S Properties                         | Penske     | PC3     | Ford Cosworth DFV 3.0 V8  | G     | 39               | Boy Hayje                | 12               |                          |   |    |                 |     |
| Copersucar-Fittipaldi                  | Fittipaldi | FD04    | Ford Cosworth DFV 3.0 V8  | G     | 30               | Emerson Fittipaldi       | 1-16             |                          |   |    |                 |     |
| Copersucar-Fittipaldi                  | Fittipaldi | FD04    | Ford Cosworth DFV 3.0 V8  | G     | 31               | Ingo Hoffmann            | 3-4, 8           |                          |   |    |                 |     |
| Copersucar-Fittipaldi                  | Fittipaldi | FD03    | Ford Cosworth DFV 3.0 V8  | G     | 31               | Ingo Hoffmann            | 1                |                          |   |    |                 |     |
| RAM Racing                             | Brabham    | BT44B   | Ford Cosworth DFV 3.0 V8  | G     | 32               | Loris Kessel             | 4-5, 7-8, 11     |                          |   |    |                 |     |
| RAM Racing                             | Brabham    | BT44B   | Ford Cosworth DFV 3.0 V8  | G     | 32               | Bob Evans                | 9                |                          |   |    |                 |     |
| RAM Racing                             | Brabham    | BT44B   | Ford Cosworth DFV 3.0 V8  | G     | 33               | Emilio de Villota        | 4                |                          |   |    |                 |     |
| RAM Racing                             | Brabham    | BT44B   | Ford Cosworth DFV 3.0 V8  | G     | 33               | Patrick Nève             | 5                |                          |   |    |                 |     |
| RAM Racing                             | Brabham    | BT44B   | Ford Cosworth DFV 3.0 V8  | G     | 33               | Damien Magee             | 8                |                          |   |    |                 |     |
| RAM Racing                             | Brabham    | BT44B   | Ford Cosworth DFV 3.0 V8  | G     | 33               | Lella Lombardi           | 9, 11            |                          |   |    |                 |     |
| RAM Racing                             | Brabham    | BT44B   | Ford Cosworth DFV 3.0 V8  | G     | 33               | 37                       | Lella Lombardi   | 10                       |   |    |                 |     |
| RAM Racing                             | Brabham    | BT44B   | Ford Cosworth DFV 3.0 V8  | G     | Ovoro Team March | March                    | 761              | Ford Cosworth DFV 3.0 V8 | G | 35 | Arturo Merzario | 3-9 |
| HB Bewaking Alarm Systems              | Boro       | 001     | Ford Cosworth DFV 3.0 V8  | G     | 37               | Larry Perkins            | 4-7              |                          |   |    |                 |     |
| HB Bewaking Alarm Systems              | Boro       | 001     | Ford Cosworth DFV 3.0 V8  | G     | 27               | Larry Perkins            | 10               |                          |   |    |                 |     |
| HB Bewaking Alarm Systems              | Boro       | 001     | Ford Cosworth DFV 3.0 V8  | G     | 40               | Larry Perkins            | 13               |                          |   |    |                 |     |
| Team Norev Racing with BS Fabrications | Surtees    | TS19    | Ford Cosworth DFV 3.0 V8  | G     | 38               | Henri Pescarolo          | 6, 8-15          |                          |   |    |                 |     |
| F&S Properties                         | Penske     | PC3     | Ford Cosworth DFV 3.0 V8  | G     | 39               | Boy Hayje                | 12               |                          |   |    |                 |     |
| OASC Racing Team                       | Tyrrell    | 007     | Ford Cosworth DFV 3.0 V8  | G     | 39               | Otto Stuppacher          | 13-15            |                          |   |    |                 |     |
| Team P.R. Reilly                       | Shadow     | DN3     | Ford Cosworth DFV 3.0 V8  | G     | 40               | Mike Wilds               | 9                |                          |   |    |                 |     |
| Scuderia Gulf Rondini                  | Tyrrell    | 007     | Ford Cosworth DFV 3.0 V8  | G     | 40               | Alessandro Pesenti-Rossi | 10, 13           |                          |   |    |                 |     |
| Scuderia Gulf Rondini                  | Tyrrell    | 007     | Ford Cosworth DFV 3.0 V8  | G     | 39               | Alessandro Pesenti-Rossi | 11               |                          |   |    |                 |     |
| Scuderia Gulf Rondini                  | Tyrrell    | 007     | Ford Cosworth DFV 3.0 V8  | G     | 37               | Alessandro Pesenti-Rossi | 12               |                          |   |    |                 |     |
| Kojima Engineering                     | Kojima     | KE007   | Ford Cosworth DFV 3.0 V8  | D     | 51               | Masahiro Hasemi          | 16               |                          |   |    |                 |     |
| Heros Racing                           | Tyrrell    | 007     | Ford Cosworth DFV 3.0 V8  | B     | 52               | Kazuyoshi Hoshino        | 16               |                          |   |    |                 |     |
| Maki Engineering                       | Maki       | F102A   | Ford Cosworth DFV 3.0 V8  | G     | 54               | Tony Trimmer             | 16               |                          |   |    |                 |     |

## Calendário
| Prova | Grande Prêmio       | Data           | Local                |
| ----- | ------------------- | -------------- | -------------------- |
| 1     | GP do Brasil        | 25 de Janeiro  | Interlagos           |
| 2     | GP da África do Sul | 7 de Março     | Kyalami              |
| 3     | GP do Oeste dos EUA | 28 de Março    | Long Beach           |
| 4     | GP da Espanha       | 2 de Maio      | Jarama               |
| 5     | GP da Bélgica       | 16 de Maio     | Zolder               |
| 6     | GP de Mônaco        | 30 de Maio     | Monte Carlo          |
| 7     | GP da Suécia        | 13 de Junho    | Scandinavian Raceway |
| 8     | GP da França        | 4 de Julho     | Paul Ricard          |
| 9     | GP da Inglaterra    | 18 de Julho    | Brands Hatch         |
| 10    | GP da Alemanha      | 1 de Agosto    | Nürburgring          |
| 11    | GP da Áustria       | 15 de Agosto   | Österreichring       |
| 12    | GP da Holanda       | 29 de Agosto   | Zandvoort            |
| 13    | GP da Itália        | 12 de Setembro | Monza                |
| 14    | GP do Canadá        | 3 de Outubro   | Mosport Park         |
| 15    | GP dos EUA          | 10 de Outubro  | Watkins Glen         |
| 16    | GP do Japão         | 24 de Outubro  | Fuji Speedway        |

## Resultados

### Grandes Prêmios
| GP | Grande Prêmio        | Pole Position   | Volta mais rápida  | Vencedor        | Equipe       | Descrição |
| -- | -------------------- | --------------- | ------------------ | --------------- | ------------ | --------- |
| 1  | GP do Brasil         | James Hunt      | Jean-Pierre Jarier | Niki Lauda      | Ferrari      | Detalhes  |
| 2  | GP da África do Sul  | James Hunt      | Niki Lauda         | Niki Lauda      | Ferrari      | Detalhes  |
| 3  | GP do Oeste dos EUA  | Clay Regazzoni  | Clay Regazzoni     | Clay Regazzoni  | Ferrari      | Detalhes  |
| 4  | GP da Espanha        | James Hunt      | Jochen Mass        | James Hunt      | McLaren-Ford | Detalhes  |
| 5  | GP da Bélgica        | Niki Lauda      | Niki Lauda         | Niki Lauda      | Ferrari      | Detalhes  |
| 6  | GP de Mônaco         | Niki Lauda      | Clay Regazzoni     | Niki Lauda      | Ferrari      | Detalhes  |
| 7  | GP da Suécia         | Jody Scheckter  | Mario Andretti     | Jody Scheckter  | Tyrrell-Ford | Detalhes  |
| 8  | GP da França         | James Hunt      | Niki Lauda         | James Hunt      | McLaren-Ford | Detalhes  |
| 9  | GP da Grã-Bretanha   | Niki Lauda      | Niki Lauda         | Niki Lauda      | Ferrari      | Detalhes  |
| 10 | GP da Alemanha       | James Hunt      | Jody Scheckter     | James Hunt      | McLaren-Ford | Detalhes  |
| 11 | GP da Áustria        | James Hunt      | James Hunt         | John Watson     | Penske-Ford  | Detalhes  |
| 12 | GP dos Países Baixos | Ronnie Peterson | Clay Regazzoni     | James Hunt      | McLaren-Ford | Detalhes  |
| 13 | GP da Itália         | Jacques Laffite | Ronnie Peterson    | Ronnie Peterson | March-Ford   | Detalhes  |
| 14 | GP do Canadá         | James Hunt      | Patrick Depailler  | James Hunt      | McLaren-Ford | Detalhes  |
| 15 | GP dos EUA           | James Hunt      | James Hunt         | James Hunt      | McLaren-Ford | Detalhes  |
| 16 | GP do Japão          | Mario Andretti  | Masahiro Hasemi    | Mario Andretti  | Lotus-Ford   | Detalhes  |

### Pilotos
| Pos | Piloto                   | BRA | RSA | USW | ESP | BEL | MON | SWE | FRA | GBR | GER | AUT | NED | ITA | CAN | USA | JPN | Pontos |
| --- | ------------------------ | --- | --- | --- | --- | --- | --- | --- | --- | --- | --- | --- | --- | --- | --- | --- | --- | ------ |
| 1   | James Hunt               | Ret | 2   | Ret | 1   | Ret | Ret | 5   | 1   | DSQ | 1   | 4   | 1   | Ret | 1   | 1   | 3   | 69     |
| 2   | Niki Lauda               | 1   | 1   | 2   | 2   | 1   | 1   | 3   | Ret | 1   | Ret |     |     | 4   | 8   | 3   | Ret | 68     |
| 3   | Jody Scheckter           | 5   | 4   | Ret | Ret | 4   | 2   | 1   | 6   | 2   | 2   | Ret | 5   | 5   | 4   | 2   | Ret | 49     |
| 4   | Patrick Depailler        | 2   | 9   | 3   | Ret | Ret | 3   | 2   | 2   | Ret | Ret | Ret | 7   | 6   | 2   | Ret | 2   | 39     |
| 5   | Clay Regazzoni           | 7   | Ret | 1   | 11  | 2   | 14  | 6   | Ret | Ret | 9   |     | 2   | 2   | 6   | 7   | 5   | 31     |
| 6   | Mario Andretti           | Ret | 6   | Ret | Ret | Ret |     | Ret | 5   | Ret | 12  | 5   | 3   | Ret | 3   | Ret | 1   | 22     |
| 7   | John Watson              | Ret | 5   | NC  | Ret | 7   | 10  | Ret | 3   | 3   | 7   | 1   | Ret | 11  | 10  | 6   | Ret | 20     |
| 8   | Jacques Laffite          | Ret | Ret | 4   | 12  | 3   | 12  | 4   | 14  | Ret | Ret | 2   | Ret | 3   | Ret | Ret | 7   | 20     |
| 9   | Jochen Mass              | 6   | 3   | 5   | Ret | 6   | 5   | 11  | 15  | Ret | 3   | 7   | 9   | Ret | 5   | 4   | Ret | 19     |
| 10  | Gunnar Nilsson           |     | Ret | Ret | 3   | Ret | Ret | Ret | Ret | Ret | 5   | 3   | Ret | 13  | 12  | Ret | 6   | 11     |
| 11  | Ronnie Peterson          | Ret | Ret | 10  | Ret | Ret | Ret | 7   | 19  | Ret | Ret | 6   | Ret | 1   | 9   | Ret | Ret | 10     |
| 12  | Tom Pryce                | 3   | 7   | Ret | 8   | 10  | 7   | 9   | 8   | 4   | 8   | Ret | 4   | 8   | 11  | Ret | Ret | 10     |
| 13  | Hans Stuck               | 4   | 12  | Ret | Ret | Ret | 4   | Ret | 7   | Ret | Ret | Ret | Ret | Ret | Ret | 5   | Ret | 8      |
| 14  | José Carlos Pace         | 10  | Ret | 9   | 6   | Ret | 9   | 8   | 4   | 8   | 4   | Ret | Ret | Ret | 7   | Ret | Ret | 7      |
| 15  | Alan Jones               |     |     | NC  | 9   | 5   | Ret | 13  | Ret | 5   | 10  | Ret | 8   | 12  | 16  | 8   | 4   | 7      |
| 16  | Carlos Reutemann         | 12  | Ret | Ret | 4   | Ret | Ret | Ret | 11  | Ret | Ret | Ret | Ret | 9   |     |     |     | 3      |
| 17  | Emerson Fittipaldi       | 13  | 17  | 6   | Ret | NQ  | 6   | Ret | Ret | 6   | 13  | Ret | Ret | 15  | Ret | 9   | Ret | 3      |
| 18  | Chris Amon               |     | 14  | 8   | 5   | Ret | 13  | Ret |     | Ret | Ret |     |     |     |     |     |     | 2      |
| 19  | Vittorio Brambilla       | Ret | 8   | Ret | Ret | Ret | Ret | 10  | Ret | Ret | Ret | Ret | 6   | 7   | 14  | Ret | Ret | 1      |
| 20  | Rolf Stommelen           |     |     |     |     |     |     |     |     |     | 6   |     | 12  | Ret |     |     |     | 1      |
| 21  | Harald Ertl              |     | 15  | NQ  | NQ  | Ret | NQ  | Ret | Ret | 7   | Ret | 8   | Ret | 16  | DNS | 13  | 8   | 0      |
| 22  | Jean-Pierre Jarier       | Ret | Ret | 7   | Ret | 9   | 8   | 12  | 12  | 9   | 11  | Ret | 10  | 19  | 18  | 10  | 10  | 0      |
| 23  | Jacky Ickx               | 8   | 16  | NQ  | 7   | NQ  | NQ  |     | 10  | NQ  |     |     | Ret | 10  | 13  | Ret |     | 0      |
| 24  | Larry Perkins            |     |     |     | 13  | 8   | NQ  | Ret |     |     |     |     | Ret | Ret | 17  | Ret | Ret | 0      |
| 25  | Henri Pescarolo          |     |     |     |     |     | NQ  |     | Ret | Ret | NQ  | 9   | 11  | 17  | 19  | NC  |     | 0      |
| 26  | Arturo Merzario          |     |     | NQ  | Ret | Ret | NQ  | 14  | 9   | Ret | Ret | Ret | Ret | DNS | Ret | Ret | Ret | 0      |
| 27  | Renzo Zorzi              | 9   |     |     |     |     |     |     |     |     |     |     |     |     |     |     |     | 0      |
| 28  | Noritake Takahara        |     |     |     |     |     |     |     |     |     |     |     |     |     |     |     | 9   | 0      |
| 29  | Michel Leclère           |     | 13  | NQ  | 10  | 11  | 11  | Ret | 13  |     |     |     |     |     |     |     |     | 0      |
| 30  | Brett Lunger             |     | 11  | NQ  | NQ  | Ret |     | 15  | 16  | Ret | Ret | 10  |     | 14  | 15  | 11  |     | 0      |
| 31  | Bob Evans                |     | 10  | NQ  |     |     |     |     |     |     |     |     |     |     |     |     |     | 0      |
| 32  | Alessandro Pesenti-Rossi |     |     |     |     |     |     |     |     |     | 14  | 11  | NQ  | 18  |     |     |     | 0      |
| 33  | Ingo Hoffman             | 11  |     | NQ  | NQ  |     |     |     | NQ  |     |     |     |     |     |     |     |     | 0      |
| 34  | Masahiro Hasemi          |     |     |     |     |     |     |     |     |     |     |     |     |     |     |     | 11  | 0      |
| 35  | Loris Kessel             |     |     |     | NQ  | 12  |     | Ret | NQ  |     |     | NC  |     |     |     |     |     | 0      |
| 36  | Lella Lombardi           | 14  |     |     |     |     |     |     |     | NQ  | NQ  | 12  |     |     |     |     |     | 0      |
| 37  | Alex Dias Ribeiro        |     |     |     |     |     |     |     |     |     |     |     |     |     |     | 12  |     | 0      |
| 38  | Warwick Brown            |     |     |     |     |     |     |     |     |     |     |     |     |     |     | 14  |     | 0      |
| 39  | Guy Edwards              |     |     |     |     | NQ  |     |     | 17  | Ret | 15  |     |     | DNS | 20  |     |     | 0      |
| 40  | Patrick Nève             |     |     |     |     | Ret |     |     | 18  |     |     |     |     |     |     |     |     | 0      |
| 41  | Hans Binder              |     |     |     |     |     |     |     |     |     |     | Ret |     |     |     |     | Ret | 0      |
| 42  | Boy Hayje                |     |     |     |     |     |     |     |     |     |     |     | Ret |     |     |     |     | 0      |
| 43  | Kazuyoshi Hoshino        |     |     |     |     |     |     |     |     |     |     |     |     |     |     |     | Ret | 0      |
| 44  | Ian Ashley               | Ret |     |     |     |     |     |     |     |     |     |     |     |     |     |     |     | 0      |
| 45  | Otto Stuppacher          |     |     |     |     |     |     |     |     |     |     |     |     | DNS | NQ  | NQ  |     | 0      |
| 46  | Conny Andersson          |     |     |     |     |     |     |     |     |     |     |     | Ret |     |     |     |     | 0      |
| 47  | Ian Scheckter            |     | Ret |     |     |     |     |     |     |     |     |     |     |     |     |     |     | 0      |
| -   | Tony Trimmer             |     |     |     |     |     |     |     |     |     |     |     |     |     |     |     | NQ  | -      |
| -   | Emilio Zapico            |     |     |     | NQ  |     |     |     |     |     |     |     |     |     |     |     |     | -      |
| -   | Damien Magee             |     |     |     |     |     |     |     | NQ  |     |     |     |     |     |     |     |     | -      |
| -   | Divina Galica            |     |     |     |     |     |     |     |     | NQ  |     |     |     |     |     |     |     | -      |
| -   | Emilio de Villota        |     |     |     | NQ  |     |     |     |     |     |     |     |     |     |     |     |     | -      |
| -   | Mike Wilds               |     |     |     |     |     |     |     |     | NQ  |     |     |     |     |     |     |     | -      |
| Pos | Piloto                   | BRA | RSA | USW | ESP | BEL | MON | SWE | FRA | GBR | GER | AUT | NED | ITA | CAN | USA | JPN | Pontos |

| Cor        | Resultado             |
| ---------- | --------------------- |
| Ouro       | Vencedor              |
| Prata      | 2.º lugar             |
| Bronze     | 3.º lugar             |
| Verde      | Terminou, nos pontos  |
| Azul       | Terminou, sem pontos  |
| Púrpura    | Ret – Retirou-se      |
| Vermelho   | NQ – Não qualificado  |
| Preto      | DSQ – Desqualificado  |
| Branco     | NL – Não largou       |
| Branco     | C – Corrida cancelada |
| Azul claro | AT – Apenas Treino    |
| Sem cor    | NP – Não participou   |
| Sem cor    | Les – Lesionado       |
| Sem cor    | EX – Excluído         |

Em negrito indica pole position e em itálico indica volta mais rápida.

### Construtores
| Pos | Construtor    | Chassis    | Motor                 | Pneu | Pontos  | Vitórias | Pódios | Poles |
| --- | ------------- | ---------- | --------------------- | ---- | ------- | -------- | ------ | ----- |
| 1   | Ferrari       | 312T 312T2 | Ferrari 015 F12       | G    | 83      | 6        | 13     | 4     |
| 2   | McLaren       | M23 M26    | Ford Cosworth DFV V8  | G    | 74 (75) | 6        | 10     | 8     |
| 3   | Tyrrell       | 007 P34    | Ford Cosworth DFV V8  | G B  | 71      | 1        | 12     | 1     |
| 4   | Lotus         | 77         | Ford Cosworth DFV V8  | G    | 29      | 1        | 5      | 1     |
| 5   | Penske        | PC3 PC4    | Ford Cosworth DFV V8  | G    | 20      | 1        | 3      |       |
| 6   | Ligier        | JS5        | Matra MS73 V12        | G    | 20      |          | 3      | 1     |
| 7   | March         | 761        | Ford Cosworth DFV V8  | G    | 19      | 1        | 1      | 1     |
| 8   | Shadow        | DN5B DN8   | Ford Cosworth DFV V8  | G    | 10      |          | 1      |       |
| 9   | Brabham       | BT45       | Alfa Romeo 115-12 F12 | G    | 9       |          |        |       |
| 10  | Surtees       | TS16 TS19  | Ford Cosworth DFV V8  | G    | 7       |          |        |       |
| 11  | Fittipaldi    | FD04 FD03  | Ford Cosworth DFV V8  | G    | 3       |          |        |       |
| 12  | Ensign        | N174 N176  | Ford Cosworth DFV V8  | G    | 2       |          |        |       |
| 13  | Parnelli      | VPJ4B      | Ford Cosworth DFV V8  | G    | 1       |          |        |       |
| 14  | Hesketh       | 308D       | Ford Cosworth DFV V8  | G    | 0       |          |        |       |
| 15  | Wolf-Williams | FW05       | Ford Cosworth DFV V8  | G    | 0       |          |        |       |
| 16  | Boro          | 001        | Ford Cosworth DFV V8  | G    | 0       |          |        |       |
| 17  | Williams      | FW04       | Ford Cosworth DFV V8  | G    | 0       |          |        |       |
| 18  | Kojima        | KE007      | Ford Cosworth DFV V8  | D    | 0       |          |        |       |
| 19  | Brabham       | BT44B      | Ford Cosworth DFV V8  | G    | 0       |          |        |       |
| 20  | BRM           | P201B      | BRM P200 V12          | G    | 0       |          |        |       |
| -   | Maki          | F102A      | Ford Cosworth DFV V8  | G    | -       |          |        |       |

### Corridas fora do campeonato
Outras corridas de Fórmula 1 disputadas em 1976, que não valeram pontos para o campeonato.
| Evento                           | Circuito     | Data        | Vencedor   | Construtor       | Descrição |
| -------------------------------- | ------------ | ----------- | ---------- | ---------------- | --------- |
| XI Race of Champions             | Brands Hatch | 14 de Março | James Hunt | McLaren-Cosworth | Detalhes  |
| XXVIII BRDC International Trophy | Silverstone  | 11 de Abril | James Hunt | McLaren-Cosworth | Detalhes  |